# Mitromorpha amphibolos
Mitromorpha amphibolos is een slakkensoort uit de familie van de Mitromorphidae. De wetenschappelijke naam van de soort is voor het eerst geldig gepubliceerd in 1986 door Kilburn.